# Stadion Maksimir
Stadion Maksimir je nogometni stadion u Zagrebu. Smješten je u istočnom dijelu grada, nasuprot parka Maksimira. Službeno je otvoren 5. svibnja 1912. godine. Preuređivan je nekoliko puta. Na stadionu utakmice igraju GNK Dinamo, NK Lokomotiva i Hrvatska nogometna reprezentacija.

## Povijest izgradnje
U kasnu jesen 1911. godine počele su pripreme za preuređenje maksimirske livade i kukuruzišta u nogometni teren. U siječnju 1912. godine na izvanrednom sastanku HAŠK-a prihvaćeni su prednacrti i odobreni prvi troškovi izgradnje. Branko Domac je izradio nacrte, izmjerio teren, te nadzirao izgradnju. Zemljani radovi započeli su 1. veljače 1912. godine, a prva utakmica odigrana 5. svibnja 1912. godine. Kasnije je izgrađena tribina i atletska staza. Nakon 1946. godine drvene tribine prenesene su na Igralište Slobode. Nakon 1948. godine izgrađena je zgrada, nasipi za stajanje, te malena tribina na zapadnoj strani. Izgradnja tribina započela je 1952. godine, a projektanti su bili Vladimir Turina, Eugen Ehrlich i Franjo Neidhardt. Godine 1954. dovršene su atletska staza i zapadna tribina. Sjeverna tribina izgrađena je 1955. godine, a nakon nje i zapadni ulaz, blagajna, sanitarni čvor na zapadu, te žičana ograda oko stadiona. Godine 1961. postavljena je rasvjeta i izgrađena istočna tribina koja je ujedno natkrivala zapadnu tribinu Igrališta Hitrec Kacian. Izgradnja južne tribine trajala je od 1964. do 1969. godine. Nova rasvjeta uvedena je 1974. godine. Prije uvođenja sjedalica na zapadnu i istočnu tribinu kapacitet stadiona bio je 64.000 gledatelja. Opsežno preuređenje stadiona započelo je 1998. godine.

## Opis stadiona
U jesen 1997. godine na istočnu i južnu tribinu postavljena su sjedala. Prigodom posljednjeg "face liftinga", koji je izveden godinu dana poslije, srušena je stara sjeverna tribina. Na njezinom mjestu izgrađena je nova, komfornija tribina, kapaciteta 10.965 mjesta. Novi "sjever" krasi i 15.000 kvadratnih metara 200 metara dugačke, ostakljene zgrade s poslovnim prostorima koja gleda na Maksimirsku cestu. Uz sjeverno, tijekom renoviranja srušeno je i "istočno stajanje". Sve u skladu s propisima UEFA-e, prema kojima mjesta za gledatelje na stadionima moraju biti isključivo – sjedeća. U kolovozu 1999. godine, uoči otvaranja 2. Svjetskih vojnih igara, završena je i obnova zapadne tribine s 12.600 sjedala, te 718 mjesta u VIP-etaži (predsjednička i još osam loža, te 18 "boksova"). Time je obavljena većina, ili oko 80 % predviđenih radova, te je kapacitet stadiona iznosio nešto više od 35.000 mjesta. Kako bi se gledatelji na tribinama osjećali što ugodnije, na tribinama su postavljene i nove stolice u klupskoj, plavoj boji.
Posljednja faza obnove stadiona trebala bi uključiti "spuštanje" razine travnjaka, uz stvaranje prstena oko igrališta na mjestu postojeće atletske staze, čime će se napraviti novih 16.000 mjesta, a dogradnjom južne tribine konačni kapacitet stadiona iznosit će respektabilnih 60.000 udobnih, sjedećih mjesta. Nakon završetka svih radova stadion u Maksimiru trebao bi postati isključivo nogometno igralište, po uzoru na slična zdanja diljem Europe, što bi omogućilo kandidaturu za dobivanje domaćinstva finalnih utakmica europskih kupova. Uz to, planirano je da se pod južnom tribinom smjeste novi radni prostori Uprave kluba, zatim "Plavi salon", velika soba s trofejima i povijesnim klupskim obilježjima, prostorije Dinamove škole nogometa, svlačionice, prostorije za trenere, sportska dvorana i teretana, ambulanta, nove svlačionice, restoran i luksuzni hotel A kategorije s 46 kreveta, koji bi u budućnosti trebao "udomljavati" gostujuće momčadi. Posebnu važnost trebala bi imati nova zgrada koja povezuje zapadnu i sjevernu tribinu. Njome će klub ispuniti sve zahtjeve UEFA-e za organizaciju utakmica Lige prvaka i drugih najvećih međunarodnih priredbi (uredi za UEFA-u, press-klub, press-centar, VIP-hospitality...). Stadion u Maksimiru trebao bi, na taj način, postati jednim od najopremljenijih nogometnih "hramova" u ovom dijelu Europe, ali nažalost još je daleko od toga...
Teško je približno ukratko prikazati koji su sve radovi na stadionu Maksimir predviđeni na osnovu Programske studije dovršenja što ga je izradila grupa stručnjaka Arhitektonskog fakulteta u Zagrebu kojom je rukovodio dipl. ing. građ. Gordan Hanžek. Trebalo bi za to i previše prostora i vremena. Zato ćemo navesti samo ponešto. Tako će se u sklopu sjeverne tribine s okolišem do kraja urediti trgovački prostori i supermarket u podrumu, trgovačka ulica u prizemlju, trgovačka galerija na 1. katu, te ugostiteljski prostori – loggie na 2., 3., 4. i 5. katu (do visokog roh bau-a). Uredit će se i poslovni te uredski prostori od 2. do 5. kata, svi zatvoreni prostori i tribina, ulazni prostori sa stubištima, rampa i eskalatori, sanitarni prostori, prostori za suvenire, pića i caffe-barovi, proširit će se kotlovnica, urediti istočni i zapadni park s prodajom karata, pješački pločnik sjeverne tribine, bit će postavljeni i brojači (kentauri) gledatelja, oblikovat će se pješačke zone i sl.
U sklopu zapadne tribine do visokog roh bau sistema dovršit će se instalacije, pristup liftovima za opskrbu restorana u podrumu, ulaz u poslovno stubište i caffe bar u prizemlju, restoran na 4. katu, poslovni i uredski prostori od 1. do 5. kata, svi zatvoreni prostori i tribina gledatelja, ulazni prostori za stubišta, sanitarije, prostori za prodaju suvenira, pića i caffe barovi, krov zapadne tribine i sl.
Predviđena su i požarna stubišta. Uredit će se i okoliš zapadne tribine: Trg sportaša i drugi javni prostori, sanirat će se i zaštititi veliko gledalište, urediti istočni squer, galerija gledališta, gospodarski, servisni i pješački ulazi, prostori i skladišta istočne tribine, prostori ispod galerije gledališta itd.
Uredit će se i pomoćna igrališta, natkriti igralište za mali nogomet. Uz pomoć montažnih tribina, neka mala igrališta moći će se koristiti za više namjena. Ispod glavnog nogometnog stadiona uredit će se garaže, a na njezinu krovu bit će uz nogometno igralište i atletska borilišta. Garaža će biti jednoetažna, a površina će joj biti 22.600 četvornih metara. Potpuno će se poboljšati i instalacije, komunalna infrastruktura i ostalo. Autori idejnog rješenja Studije dovršenja su prof. dr. Nikola Filipović i prof. Branko Kincl, glavni projektant bio je B. Kincl, sa suradnicima dipl. ing. arh Damirom Smajlovićem i Goranom Tončinićem. Autor idejnog rješenja instalacija je dipl. građ. inst. Željko Bratković, a autor idejnog rješenja konstrukcije krova Mike Otlet iz tvrtke: WS Atkins-Oxford Chilbrook, Oasis bussines park Eynsham, Oxon.
U ljeto 2011. godine stadion je podvrgnut temeljitom renoviranju. Sve su sjedalice zamijenjene, postavljen je novi teren s drenažom i grijanjem te nove klupe za pričuvne igrače. Uređene su novinarske, VIP lože i mjesta za invalide, atletska je staza prekrivena plavom umjetnom travom, a zidovi ispod tribina plavim platnom.
Zbog potresa koji je zahvatio Zagreb, 22. ožujka 2020 godine istočna tribina više nije u funkciji. Time je kapacitet stadiona smanjen na 24.851 sjedećih mjesta.

## Zanimljivosti
- Više od 64 tisuće gledatelja gledalo je 19. srpnja 1973. godine na Maksimiru uzvratnu kvalifikacijsku utakmicu za Prvu saveznu ligu 1973./74. između Zagreba i Osijeka. To je bio najgledaniji sportski događaj u hrvatskoj povijesti.[3][4]

## Galerija slika
- tribina istok
- ulaz istok
- pogled s Maksimirske ceste
- kula sjever
- pogled iz zraka

## Vanjske poveznice
|  | Zajednički poslužitelj ima još gradiva o temi Stadion Maksimir |

- Stadion, Dinamo Zagreb
- Maksimirski stadion Hrvatska tehnička enciklopedija, portal hrvatske tehničke baštine. LZMK